# 翠湖 (新北市)

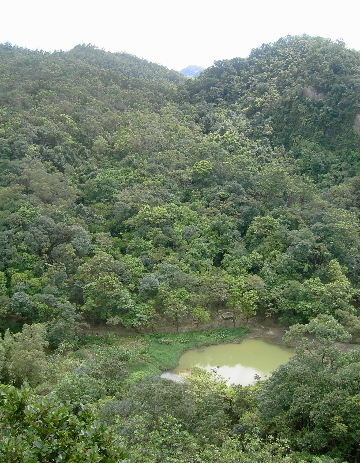
從大尖坪山鳥瞰翠湖-2005夏

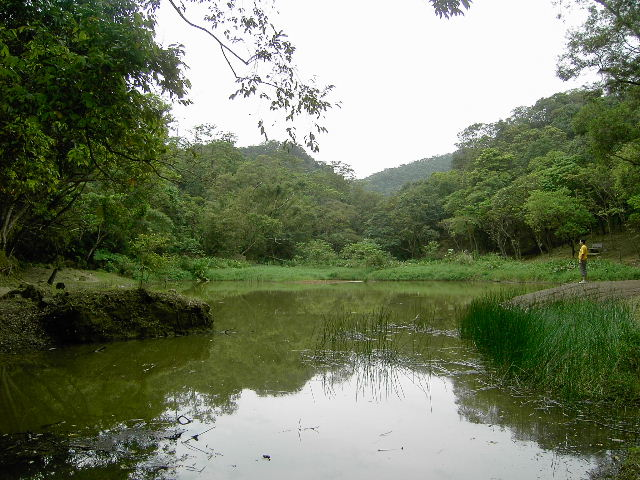
翠湖湖畔-2005夏

翠湖位于台湾新北市汐止區，原是新益興礦場──北港二坑礦場採煤礦所用的人工堰塞湖，現已引入北峰溪溪水，為沿途礦工提供民生用水。

## 歷史
- 1901年：北港二坑礦場開礦。
- 1933年：將礦權轉移到新益興。因開礦吸引周邊聚落農民來此當礦工，台北市內溝、汐止八連等地農民到翠湖上班開礦的聯絡步道逐漸成形。
- 1960年：廢礦後提供礦工用水的堰塞湖無人管理。
- 1970年：停止開礦，當年的開礦連絡步道逐漸荒廢。直到登山風氣日盛，當年礦工上班的步道轉變成登山步道。
- 1999年：汐止市公所將翠湖週邊開發為市民森林公園，在湖邊闢建石桌椅與步道，提供休閒使用。
- 2002年：台灣荒野保護協會出版翠湖步道生態解說手冊，翠湖生態特色才為人所知。

## 步道近況
- 2005/3：北天宮信徒開闢北天宮通往內溝尖、白馬山莊稜線的山路，沿途大量砍除稜線風衝林喬木、灌木、藤類等。
- 2005/10：往內溝尖登山小徑兩旁巨藤被生態義和團假借登山客安全幾乎砍除殆盡。被砍除藤類有菝葜、錦蘭、繖花藤、廣東山葡萄、雙面刺等。
- 2006/03：以拔桑科天仙果當藥的民眾大增。翠湖步道旁的數百株天仙果被拔除取根。
- 2006/04：開始有民眾進入礦坑遺址和翠湖湖畔區砍除原生樹林闢菜園。
- 2006/06：梅雨鋒面帶來大雨引土堤段山崩。
- 2006/07：汐止登山協會與市政府在湖畔與往內溝尖的登山小徑立文字柱子。
- 2006/09：珊珊颱風外圍環流帶來豪雨， 非常強大

- 2007/01：民眾在北峰溪上游，沿溪開闢新登山路線，與原有溪邊登山路線平行，破壞完整溪岸生態完整性。
- 2007/01：台北市政府在翠湖步道入口設置內溝親山步道登山路線導覽圖，與翠湖步道、登山線的現況略有出入，且將路基不清的老鷲尖-水尾潭山-牛稠尾山路線列入親山步道路線，有誤導民眾進入危險路線的可能性。
- 2007/01/14：台灣魚類協會在翠湖採集魚類活體，進行繁殖實驗。
- 2007/01/27：台北市內溝北天宮真武健行道中途坡面水線原生樹林被砍除殆盡，以開闢休閒平台與新登山小徑之用。此坡面有豐富樹蕨、藤類如平柄菝葜與錦蘭等。
- 2007/01/27：內溝尖原北天宮開闢之真武健行道的登天木梯為砍伐稜線山毛柿、山紅柿等硬材喬木製成。而因沒有防腐維護，不到一年毀壞。另有不明團體在登天梯旁敲開岩縫開闢新登山道，且仍是砍伐稜線山紅柿硬材喬木架設木棧道，破壞山林生態與資源。

## 物種
翠湖與周邊山巒的生態與特色物種：

### 哺乳类
- 果子狸

#### 魚類
- 蝦虎
- 台灣細鯿（標本)

#### 鳥類
- 台灣藍鵲
- 翠鳥
- 大捲尾（或稱烏秋）
- 大冠鷲
- 五色鳥

#### 昆蟲
- 螢火蟲
- 串珠環蝶
- 單帶蛺蝶
- 琉璃蛺蝶
- 網絲蛺蝶
- 黑鳳蝶
- 大鳳蝶
- 大琉璃紋鳳蝶
- 黃蝶
- 銀紋淡黃蝶
- 黑脈樺斑蝶
- 端紫斑蝶
- 圓翅紫斑蝶
- 斯氏紫斑蝶
- 小紫斑蝶
- 青斑蝶
- 琉球青斑蝶
- 日本紫灰蝶
- 魔目夜蛾
- 扁鍬形蟲
- 鬼艷鍬形蟲
- 瓢簞步行蟲

#### 兩棲類
- 黃口攀蜥
- 面天樹蛙
- 斯文豪氏赤蛙
- 拉都希氏赤蛙
- 古氏赤蛙
- 澤蛙
- 小雨蛙
- 黑框蟾蜍
- 人面蜘蛛
- 茶斑蛇
- 眼鏡蛇
- 青蛇
- 青竹絲

### 植物
- 油桐花
- 馬醉木
- 大葉越橘（台灣保育等級VU[https://web.archive.org/web/20051227042242/http://ngis.zo.ntu.edu.tw/new/rareplant/species.asp?id=t00296%5D%EF%BC%89
- 守城滿山紅
- 金毛杜鵑
- 唐杜鵑
- 小葉赤楠
- 小花鼠刺
- 虎皮楠
- 刺杜密
- 魯花樹
- 島榕
- 鳥榕
- 頜垂豆
- 灰木
- 樟樹
- 竹柏（台灣保育等級CR[https://web.archive.org/web/20050505071254/http://ngis.zo.ntu.edu.tw/new/rareplant/species.asp?id=t00010%5D%EF%BC%89
- 相思樹
- 燈稱花
- 柃木
- 呂宋莢蒾
- 大青
- 山黃麻
- 饅頭果
- 水金京
- 九節木
- 山紅柿
- 水同木
- 水冬瓜
- 雞屎樹
- 大頭茶
- 香楠
- 豬腳楠
- 江某
- 島榕
- 銳葉楊梅
- 野鴨椿
- 軟毛柿
- 筆筒樹
- 鬼桫欏
- 觀音座蓮
- 金狗毛蕨
- 松葉蕨
- 山棕
- 船仔草
- 繖花藤
- 雙面刺
- 錦蘭
- 玉葉金花
- 黃藤
- 菝葜
- 平柄菝葜
- 光滑菝葜
- 台灣菝葜
- 假菝葜
- 忍冬
- 鴨腱藤
- 廣東山葡萄
- 台灣牛皮消
- 歐蔓
- 牛彌菜
- 酸藤
- 老荊藤
- 三刈葉
- 三腳虌
- 桂竹
- 綠竹
- 火管竹
- 莿竹
- 麻竹
- 菇婆芋
- 屯鹿月桃（台灣保育等級VU[https://web.archive.org/web/20051227050532/http://ngis.zo.ntu.edu.tw/new/rareplant/species.asp?id=t00398%5D%EF%BC%89
- 野薑花
- 李氏禾
- 圓葉節節草
- 桃金孃
- 野牡丹

## 風景瀏覽

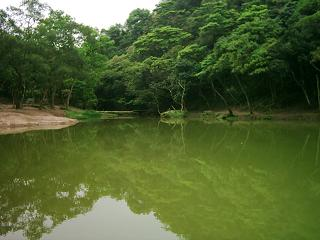
翠湖湖面-2004春
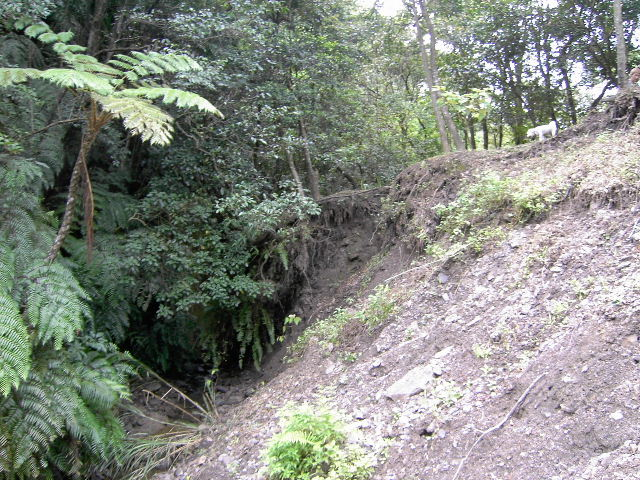
利用採煤廢土築堰成湖-2005夏
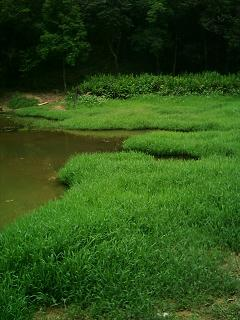
翠湖注水口長滿李氏禾，逐漸陸化，湖面面積縮小中-2004春
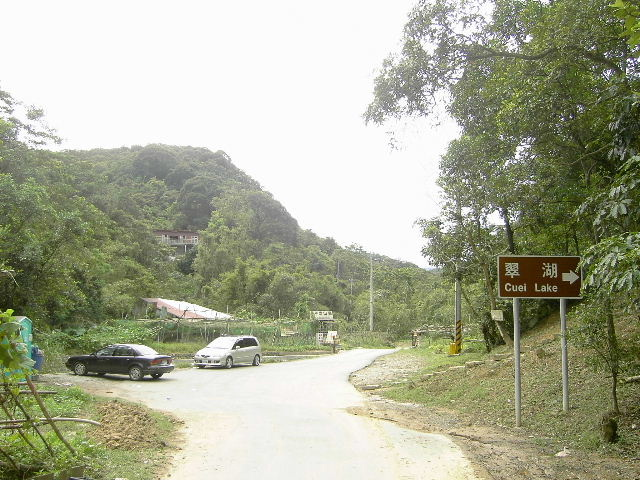
汐止市公所在1999年新闢的翠湖登山口-2005夏
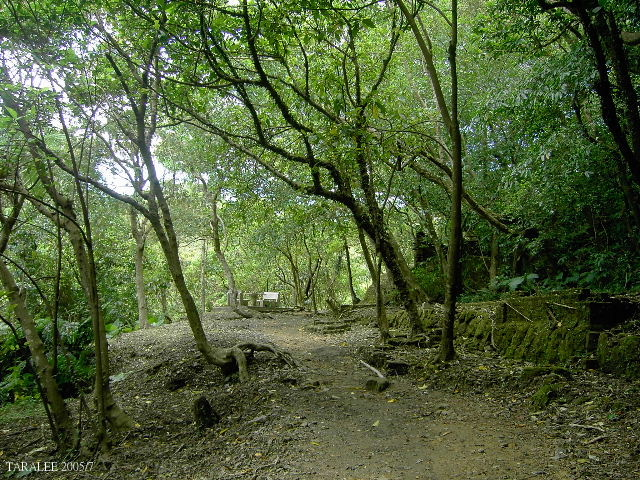
翠湖步道行經礦場遺址-2005夏
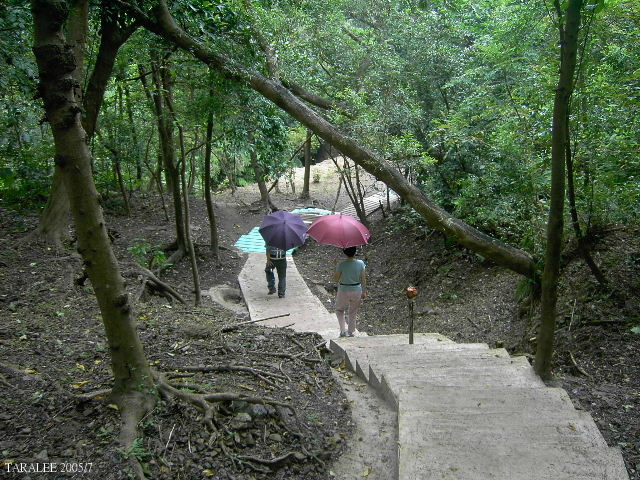
石階步道老少咸宜-2005夏
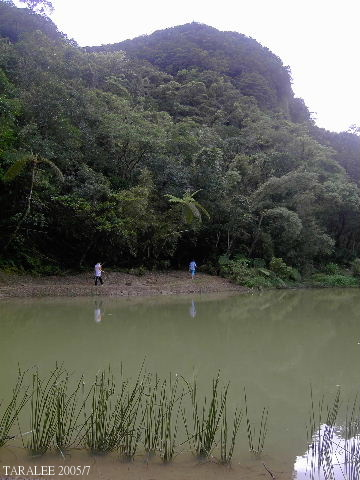
翠湖旁的大尖坪山-2005夏
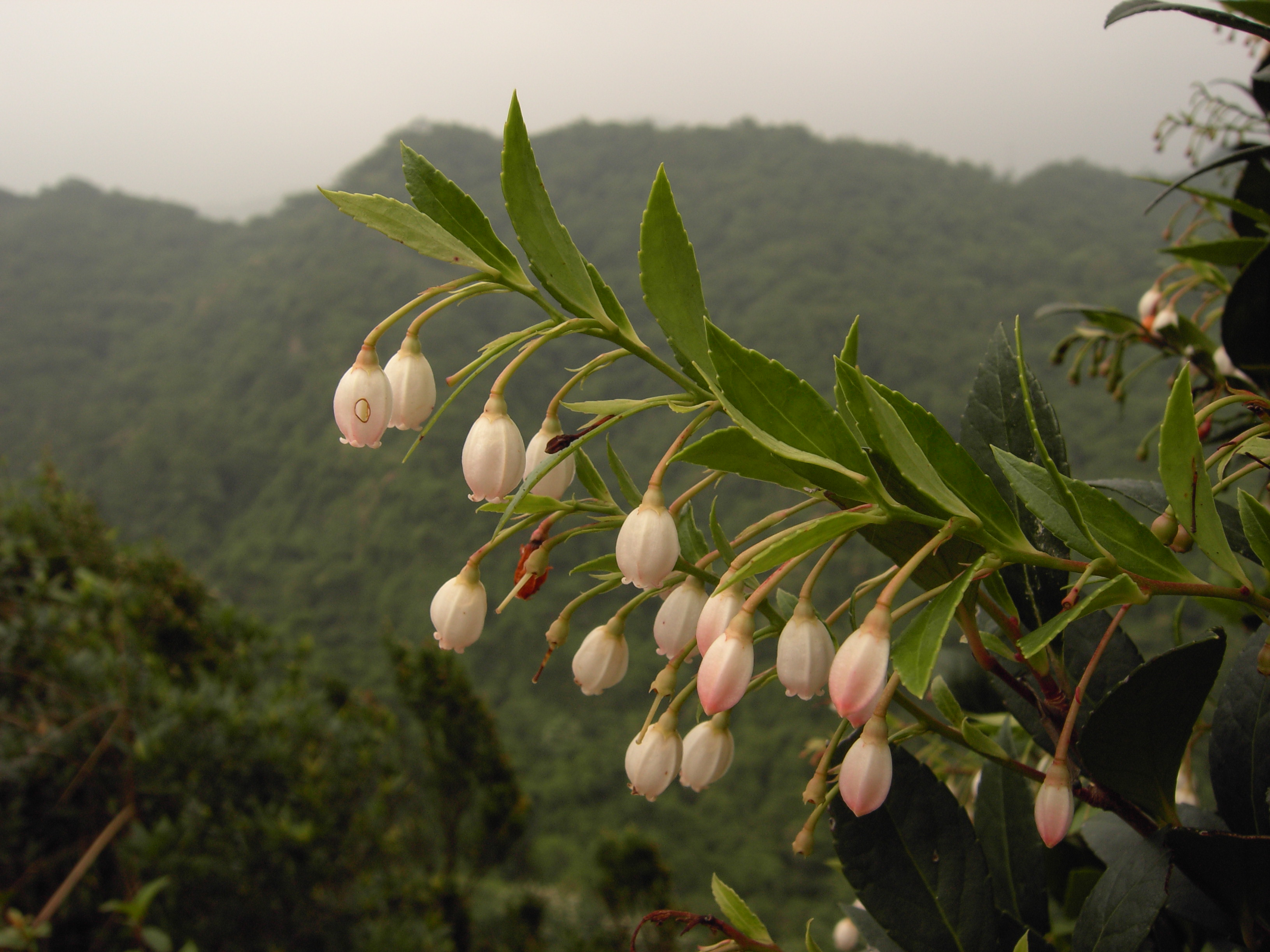
大葉越橘開花，分布在稜線與溪谷，立夏花期為主-2007夏
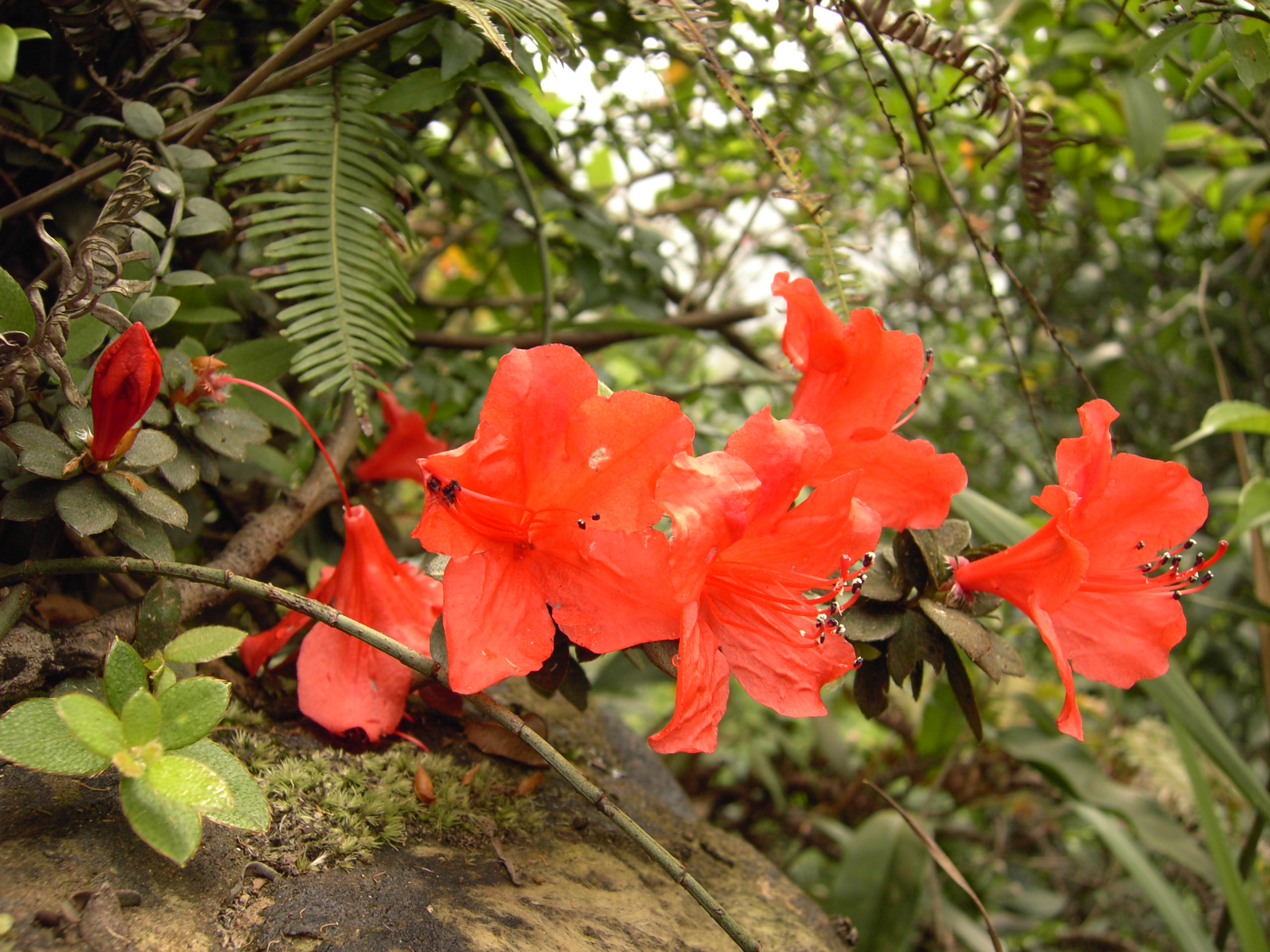
生長在稜線岩壁上的唐杜鵑是台灣北部常見杜鵑，也是台灣政府列為珍稀植物類之一-2007夏